# Epidermoidna cista
Epidermoidna cista je nekancerozna promena ispod nivoa kože, koja može nastati bilo gde na koži, ali je najčešće u regiji lica, vrata i trupa.Epidermoidne ciste su spororastuće i najčešće bezbolne cistične promene, najčešće asimptomatske, jer retko izazivaju znake i simptome bolesti koji bi zahtevali medicinski tretman. Cista se može ukloniti u slučaju iritativnih simptoma, bola, rupture ili infekcije.

## Etiologija
Površni sloj kože (epidermis) sačinjen je od tankog, protektivnog sloja ćelija koje okružuje telo u kontinuitetu. Epidermoidne ciste nastaju kada ove ćelije, tranzitiraju u dublje slojeve ispod kože i započnu proces razmonožavaju, umesto da se deskvamiraju.
Zid ciste sačinjen je od epidermalnih ćelija koje sekretuju protein keratin, tanku, žutu supstancu koja se ponekad drenira iz unutrašnjosti ciste. Patološki rast epidermalnih ćelija nastaje usled oštećenja folikula dlake ili sinteze uljanih supstanci u koži.
Epidermoidne ciste se najčešće stvaraju u vidu sebacealnih cista ili cisti dermisa čiji sadržaj čine keratin i loj. Zid takve ciste je obložen keratinizirajućim epitelom koji liči na epidermis, po čemu je ova cista i dobila naziv. Može nastati iz lojne ciste epidermalnom metaplazijom epitela, odnosno najčešće u žlezdama koje sekretuju lipofilnu (uljanu) supstancu koja je neophodna za hidrataciju kose i kože (sebacealne žlezde).

### Faktori rizika
Kao mogući faktori rizika za nastanak epidermoidnih cista navode se:
- Prethodna istorija akni
- Postpubertalni period
- Povrede kože
- Određena genetska oboljenja.[8]

## Klinička slika
Epidermoidne ciste su sporo rastuće dobroćudne ciste, lokalizovane na vlasištu, ušnim školjkama, licu, leđima ili skrotumu. Prema unutrašnjem sadržaju koji ispunjava ciste, one mogu biti:
- rožnate — keratinske ili epidermalne ciste, “sebacealna” cista, milia,
- folikularne — pilarna cista, sa dlakama,
- lojne — koje sadržđe lojnati materijalom — steatocistom

Klinički simptomi manifestne epidermoidnih cista podrazumevaju:
- manje okrugle tumefakcije ispod nivoa kože (lice, vrat, trup)
- sitne, tačkaste tvorevine sa centralno pasiranim otvorom ciste
- manja količina žute tečnosti koja se drenira iz ciste
- crvenilo, oticanje i osetljivost u regiji usled inflamcije ili infekcije

## Dijagnoza
Kliničkim pregledom opipava se čvrsta cistična masa, okrugla, pomična i bezbolna; koja retko izaziva tegobe, osim ukoliko nije iznutra pukla, kada izaziva bolni apsces koji se brzo povećava.
Keratinska cista, koja je najčešća, često na vrhu sadrži pukotinu ili poru. Njen sadržaj je sirast i obično neprijatnog mirisa (usled sekundarnog naseljavanja bakterija).
Milia su male, površne keratinske ciste koje se vide na licu.

## Komplikacije
Moguće komplikacije kod epidermoidnih cista su:
- Zapaljenski proces, sa blago osetljiv i otečenom kožom ili bez izraženih znakova infekcije.
- Ruptura ciste koja može voditi ka infekciji.
- Genitalni diskomfor ako se radi o genitalnoj epidermoidnoj cista koja može usloviti bolan seksualni odnos i mikciju.
- Karcinom kože (retko).[13]

## Terapija
Terapija cisti se pre svega zasniva na njihovom uklanjanju. Prvo se obavi pražnjenje sadržaja ciste kroz mali rez (inciziju) kože. Nakon pražnjenja ciste vrši se uklanjanje njegovog zida koje kiretom ili hemostatom. Ako se to ne učini cista će se vratiti.
Hirurška je ekscizija također adekvatna metoda lečenja, koja se zasniva na inciziji i drenaži cite; dren od gaze se uvodi i odstranjuje nakon 2–3 dana. Ukoliko nema celulitisa, antibiotici nisu potrebni.
Milia se može odstraniti skalpelom br. 11.

## Galerija
MRI intrakranijalne epidermoidne ciste
Patohistologija epidermoidne ciste

## Literatura
- Lopez-Rios F, Rodriguez-Peralto JL, Castano E, Benito A (април 1999). „Squamous cell carcinoma arising in a cutaneous epidermal cyst: case report and literature review”. Am J Dermatopathol. 21 (2): 174—7. doi:10.1097/00000372-199904000-00012.
- Ogata, K.; Ikeda, M.; Miyoshi, K.;  . (септембар 2001). „Naevoid basal cell carcinoma syndrome with a palmar epidermoid cyst, milia and maxillary cysts”. British Journal of Dermatology. 145 (3): 508—9. PMID 11531849. doi:10.1046/j.1365-2133.2001.04389.x (неактивно 16. 8. 2025).
- Perse, R. M.; Klappenbach, R. S.; Ragsdale, B. D. (октобар 1987). „Trabecular (Merkel cell) carcinoma arising in the wall of an epidermal cyst”. Am J Dermatopathol. 9 (5): 423—7. PMID 3688368. doi:10.1097/00000372-198710000-00009.
- Tanaka M, Terui T, Sasai S, Tagami H (септембар 2003). „Basal cell carcinoma showing connections with epidermal cysts”. J Eur Acad Dermatol Venereol. 17 (5): 581—2. PMID 12941101. doi:10.1046/j.1468-3083.2003.00807.x.
- Swygert, K. E.; Parrish, C. A.; Cashman, R. E.; Lin, R; Cockerell, C. J. (децембар 2007). „Melanoma in situ involving an epidermal inclusion (infundibular) cyst”. Am J Dermatopathol. 29 (6): 564—5. PMID 18032953. doi:10.1097/DAD.0b013e3181513e5c.
- Egawa K, Kitasato H, Honda Y, Kawai S, Mizushima Y, Ono T (март 1998). „Human papillomavirus 57 identified in a plantar epidermoid cyst”. British Journal of Dermatology. 138 (3): 510—4. PMID 9580810. doi:10.1046/j.1365-2133.1998.02135.x.

## Spoljašnje veze
|  | Molimo Vas, obratite pažnju na važno upozorenje u vezi sa temama iz oblasti medicine (zdravlja). |